# Wilfried Bode
Wilfried Bode (Hannover, 13 dicembre 1929 – Garbsen, 25 settembre 2012) è stato un pallanuotista tedesco.
Ha fatto parte della Germania Ovest che ha disputato il torneo di pallanuoto ai Giochi di Helsinki 1952, e della Squadra Unificata Tedesca, che ha partecipato ai Giochi di Melbourne 1956.
Complessivamente, ha disputato 72 partite nazionali. Ha preso parte ai Campionati Europei di pallanuoto nel 1954 a Torino e ai Campionati europei nel 1958 a Budapest, e nel 1948, è stato il vincitore della Coppa di Germania.
Era il marito della nuotatrice olimpica Elisabeth Rechlin.